# Erik Mobärg
Erik Olof Milton Mobärg (* 22. Juni 1997 in Undersåker) ist ein schwedischer Freestyle-Skier. Er startet in der Disziplin Skicross.

## Werdegang
Mobärg, der für den Edsåsdalens SLK startet, gab im Februar 2015 in Åre sein Debüt im Freestyle-Skiing-Weltcup. Dort belegte er die Plätze 46 und 38. Bei den Juniorenweltmeisterschaften 2015 in Chiesa in Valmalenco errang er den 33. Platz und bei den Juniorenweltmeisterschaften 2016 in Val Thorens den achten Platz. In der Saison 2016/17 gewann er bei den Juniorenweltmeisterschaften in Chiesa in Valmalenco die Bronzemedaille und belegte bei den Weltmeisterschaften in der Sierra Nevada den 29. Platz. Nach Platz sieben in Val Thorens beim ersten Weltcup der Saison 2017/18, erreichte er in Montafon mit Rang vier sein bisher bestes Einzelergebnis im Weltcup. Beim Saisonhöhepunkt, den Olympischen Winterspielen 2018 in Pyeongchang, kam er auf den 26. Platz und errang zum Saisonende den 23. Platz im Skicross-Weltcup. In den folgenden Saisons erreichte er meist Platzierungen im Mittelfeld. Am 13. Februar 2021 gewann er die Bronze-Medaille an den Weltmeisterschaften im Skicross in Idre.

## Erfolge

### Olympische Spiele
- Pyeongchang 2018: 26. Skicross
- Peking 2022: 4. Skicross

### Weltmeisterschaften
- Sierra Nevada 2017: 29. Skicross
- Idre 2021: 3. Skicross
- Bakuriani 2023: 3. Skicross

### Weltcupwertungen
| Saison  | Gesamt | Gesamt | Skicross | Skicross |
| Saison  | Platz  | Punkte | Platz    | Punkte   |
| ------- | ------ | ------ | -------- | -------- |
| 2016/17 | 194.   | 4.36   | 40.      | 58       |
| 2017/18 | 111.   | 12.10  | 23.      | 121      |
| 2019/20 | 181.   | 4.14   | 42.      | 48       |
| 2021/22 | -      | -      | 9.       | 287      |
| 2022/23 | -      | -      | 15.      | 257      |
| 2023/24 | -      | -      | 5.       | 612      |

### Juniorenweltmeisterschaften
- Chiesa in Valmalenco 2015: 33. Skicross
- Val Thorens 2016: 8. Skicross
- Chiesa in Valmalenco 2017: 3. Skicross